# Smack That
«Smack That» es el primer sencillo del segundo álbum de Akon Konvicted con la colaboración del cantante estadounidense Eminem. El sencillo debutó en el número 95 en el Billboard Hot 100 el 28 de septiembre de 2006. La canción marcó un récord en su segunda semana, saltando 88 puestos hasta el número 7. El sencillo finalmente alcanzó el #2 en la cartelera. El 20 de octubre de 2006, la canción alcanzó el número uno en los iTunes Top canciones descargadas. La canción entró en el UK Singles Chart oficialmente en el puesto #12 y solo en descargas alcanzó el número 1 la semana siguiente con las ventas de discos físicos, convirtiéndose en su segundo #1 después de "Lonely" y Eminem 7.º UK #1. El sencillo debutó en el #5 en las listas de Australia y alcanzó el puesto #2 el 31 de diciembre. Más tarde alcanzó el número 1 en las ventas físicas del chart de Australia. En la canción smack that se usan estos 4 instrumentos: Bajo, batería electrónica, Sintetizadores y la voz. 
"Smack That" fue nominada por "Mejor Colaboración de Rap" en los premios Grammy de 2007, pero perdió ante la canción de Justin Timberlake con T.I., "My Love". También fue nominado para el "Most Earthshattering Collaboration" en los 2007 MTV Video Music Awards, pero perdió ante Beautiful Liar de Beyoncé con Shakira.

## Video musical
El video es un corto remake de la película 48 Hrs. Akon es un preso en la cárcel que es dejado salir por el oficial de policía Jack Cates (interpretado por Eric Roberts), que busca a un testigo. Akon puede irse durante 24 horas para hacer lo que quiera siempre y cuando pueda encontrar el testimonio femenino. Se le da una foto de ella y sigue una pista que fue dada de que el testigo se encuentra en un club nocturno. Estando ahí se encuentra con el rapero Eminem, colega y amigo. Este es el primer video de Eminem en el que muestra su nuevo tatuaje ('PROOF' en su brazo izquierdo, dedicado a su fallecido amigo Proof). El video también incluye un cameo de Lil Fizz de B2K, Layzie Bone de Bone Thugs-n-Harmony y Kendra Wilkinson (del programa de E! The Girls Next Door).

## Posición en las listas musicales
| Listas (2006)                        | Mejor posición |
| ------------------------------------ | -------------- |
| Australian Singles Chart             | 2              |
| Austrian Singles Chart               | 9              |
| Belgian (Flanders) Singles Chart     | 3              |
| Belgian (Wallonia) Singles Chart     | 4              |
| Czech Singles Chart                  | 3              |
| Danish Singles Chart                 | 14             |
| Dutch Top 40                         | 10             |
| Finnish Singles Chart                | 3              |
| French Singles Chart                 | 4              |
| German Singles Chart                 | 5              |
| Irish Singles Chart                  | 3              |
| Italian Singles Chart                | 17             |
| New Zealand Singles Chart            | 1              |
| Norwegian Singles Chart              | 1              |
| Romanian Singles Chart               | 1              |
| South African Singles Chart          | 1              |
| Swedish Singles Chart                | 3              |
| Swiss Singles Chart                  | 3              |
| UK Singles Chart                     | 1              |
| U.S. Billboard Hot 100               | 2              |
| U.S. Billboard Hot R&B/Hip-Hop Songs | 34             |
| U.S. Billboard Pop 100               | 2              |